# Mark-Oliver Rödel
Mark-Oliver Rödel (* 22. Dezember 1965 in Balingen) ist ein deutscher Herpetologe (Lurch- und Kriechtierforscher). 

## Leben
Von 1987 bis 1993 studierte Rödel Biologie an der Universität Tübingen mit den Ausrichtungen Spezielle Zoologie, Botanik, Parasitologie und Paläontologie. 1994 graduierte er am Lehrstuhl für Spezielle Zoologie der Universität Tübingen mit der Diplomarbeit Laichstrategien und Schwarmverhalten von Phrynomantis microps (Peters, 1875) (Anura: Microhylidae: Phrynomerinae) im Comoé-Nationalpark, Côte d’Ivoire. 1998 wurde er mit der Dissertation Kaulquappengesellschaften ephemerer Savannengewässer in Westafrika am Lehrstuhl für Tierökologie und Tropenbiologie der Universität Würzburg zum Dr. rer. nat. promoviert. Von 1998 bis 1998 erfolgte die Postdoktorandenphase an der Universität Würzburg. Von 2000 bis 2005 war er Projektleiter am Institut für Zoologie, Abteilung für Ökologie der Johannes Gutenberg-Universität Mainz. Von 2005 bis 2006 war er wissenschaftlicher Assistent am Lehrstuhl für Tierökologie und Tropenbiologie der Universität Würzburg. 2006 erfolgte seine erste Habilitation mit der Schrift Tropical Amphibian Communities: Taxonomy, Structure and Functionality along Habitat- and Disturbance Gradients. Nach einer W2-Professur am Lehrstuhl für Tierökologie und Tropenbiologie der Universität Würzburg von 2006 bis September 2007 habilitierte er sich 2008 erneut an der Humboldt-Universität zu Berlin.
Seit 2007 ist er Kurator an der herpetologischen Abteilung am Museum für Naturkunde in Berlin.
Rödels Forschungsinteressen konzentrieren sich auf das Gebiet der Systematik und Biodiversitätsforschung mit Schwerpunkten in der Phylogenie und Taxonomie, der Faunistik und Biogeographie sowie der Gemeinschaftsökologie. Rödel und seine Forschungsgruppe studieren vorrangig afrikanische Amphibien und Reptilien, insbesondere aus West- und Zentralafrika aber auch aus anderen Regionen der Erde (Europa, Mittel- und Südamerika, Madagaskar, Südostasien).
Rödel gehört zu den Erstbeschreibern von vier Reptilienarten, darunter zwei mit William Roy Branch, und mehreren Froschlurcharten.